# Левин, Борис Иосифович
Борис Иосифович Левин — советский хозяйственный и политический деятель.

## Биография
Родился в 1904 году в Кладьковке. Член КПСС.
Окончил Днепропетровский институт инженеров путей сообщения.
В 1934—1941 гг. — инженерный и руководящий работник в системе путей сообщения, начальник Харгипротранса, Мосгипротранса, Союзтранспроекта, начальник технико-экспертного отдела НКПС СССР.
В 1941—1943 гг. — заместитель начальника Главного управления военно-восстановительных работ НКПС СССР.
В 1943—1955 гг. — начальник Центрального планово-экономического управления НКПС СССР.
В 1955—1972 гг. — начальник технического управления, председатель техсовета, заместитель министра транспортного строительства СССР.
Умер в 1976 году в Москве.

## Награды
- Орден Ленина
- Орден Отечественной войны I степени
- Орден Трудового Красного Знамени (дважды)
- Орден Знак Почёта